# Джон Вінтроп (молодший)
Джон Вінтроп (молодший) (англ. John Winthrop Junior; 1606—1676) — англійський, американський державний діяч. Учасник Пекотської війни. Видатний лікар і вчений.
Син Джона Вінтропа.

## Біографія
Народився 12 лютого 1606 року у містечку Гротон, Саффолк, Англія.
Навчався у Трініті-коледжі в Дубліні.
Емігрував з Англії до Массачусетса в 1631 році. У 1635 заснував колонію Сейбрук, Коннектикут, став лідером коннектикутських колоній. Заохочував розвиток промисловості, побудував залізоробний завод у Согусі, Массачусетс (1644), створив ефективну адміністрацію і в 1662 отримав хартію, що дозволяла об'єднання колоній Коннектикут і Нью-Хейвен.
Губернатор Коннектикуту з 1657 року.
Під час відвідування Англії в 1661—1663 роках, Вінтроп був обраний членом Лондонського Королівського Товариства.
Помер 6 квітня 1676 року у Бостоні, Массачусетс, США.

## Цікавий факт
У наукові інтереси Уінтропа входила ботаніка та астрономія. Він мав телескоп, і коли жив у Хартфорді (1664) — спостерігав за зірками. Вінтроп стверджував, що він бачив п'ятий супутник Юпітера. Він повідомив про своє відкриття Королівське Товариство, але до нього там поставилися скептично. Тільки вересні 1892 року Едвард Барнард підтвердив існування супутника.

## Пам'ять
У Нью-Лондоні існує чимало місць, які мають ім'я Джона Вінтропа. Його ім'ям названо школу, яка розташована в тому місці, де колись стояв його будинок.
Також у Нью-Лондоні встановлено пам'ятник Джону Вінтропу, людині, яка не боялася виявляти себе в різних сферах науки та життя.